# Sân bay quốc tế Heydar Aliyev
Sân bay quốc tế Heydar Aliyev (IATA: GYD, ICAO: UBBB) (tên cũ Sân bay quốc tế Bina, tiếng Azerbaijani: Heydər Əliyev adına beynəlxalq aeroport) là một sân bay quốc tế ở Azerbaijan cách Baku 25 về phía đông, đây là sân bay tấp nập nhất Kavkaz, là trung tâm của hãng Azerbaijan Airlines, hãng hàng không quốc gia. Sân bay này đã được đặt tên lại theo tên của cựu lãnh đạo Azeri leader, Heydar Aliev vào ngày 10 tháng 3 năm 2004 và mã IATA đổi từ BAK thành GYD. Sân bay này có 2 nhà ga phía bắc và phía nam và nhà ga hàng hóa.

## Các hãng hàng không và các tuyến điểm
- Aeroflot (Moscow-Sheremetyevo)
- Aerosvit Airlines (Kiev-Boryspil)
- AirBaltic (Riga)
- Austrian Airlines (Vienna)
- Azerbaijan Airlines (Aktau, Ankara, Dubai, Istanbul-Atatürk, Kabul, Kiev-Boryspil, London-Gatwick, London-Heathrow, Milan-Malpensa, Mineralnye Vody, Minsk, Moscow-Domodedovo, Paris-Charles de Gaulle, Tbilisi, Tehran-Imam Khomeini, Tel Aviv, Ürümqi)
- Belavia (Minsk)
- BMI (London-Heathrow)
- China Southern Airlines (Ürümqi)
- Dalavia (Khabarovsk)
- Domodedovo Airlines (Moscow-Domodedovo)
- DonbassAero (Donetsk)
- Georgian Airways (Tbilisi)
- Imair Airlines (Almaty, Bodrum, Surgut, Tashkent)
- Iran Air (Teheran-Imam Khomeini)
- Kogalymavia (Surgut)
- KrasAir (Krasnoyarsk)
- Lufthansa (Ashgabat, Frankfurt)
- Mega Aircompany (Almaty)
- Perm Airlines (Perm, Ufa)
- Rossiya (Moscow-Vnukovo, St. Petersburg)
- Royal Falcon (Amman-Jordan)
- S7 Airlines (Moscow-Domodedovo, Novosibirsk)
- Samara Airlines (Samara)
- Scat Air (Aktau, Atyrau)
- Tatarstan Airlines (Kazan, Nizhniy Novgorod)
- Turan Air (Ekaterinburg)
- Turkish Airlines (Istanbul-Atatürk)
- Ural Airlines (Kemerovo)
- UTair (Adler/Sochi, Tyumen, Ufa)
- Uzbekistan Airways (Tashkent)
- Yamal Airlines (Tyumen)